# Costa Brava (pel·lícula)
Costa Brava és una pel·lícula catalana de 1995, dirigida per Marta Balletbò-Coll. Rodada en anglès, ha estat doblada i subtitulada al català.

## Argument
La pel·lícula narra la relació sentimental entre Anna i Montserrat. Anna és guia turística en Catalunya, la seva vocació és ser monologuista per a això treballa en un monòleg, anomenat Estimaràs al teu proïsme en el que representa a una mestressa de casa comunista que viu interessada en la vida d'una veïna lesbiana. Grava una actuació i l'envia a un concurs a San Francisco. Treballant de guia coneix a Montserrat, una jueva americana que és docent a la Universitat de Barcelona insatisfeta amb el seu treball i que no s'identifica com a lesbiana. Malgrat això comencen una relació d'amistat amb viatges a la Costa Brava, que desembocarà en una relació sentimental. Montserrat perd el seu treball però aconsegueix un nou als Estats Units, motiu pel qual han de separar-se, però una trucada a Anna des dels Estats Units oferint-li treball com a monologuista permet que segueixin juntes.

## Producció
Costa Brava va ser produïda per la mateixa directora que va crear la productora CostaBrava Films, rodada en anglès i en catorze dies.

## Repartiment
- Desi del Valle: Montserrat Ehrzman-Rosas
- Marta Balletbò-Coll: Anna Giralt-Romaguera
- Montserrat Gausachs: Marta L. Puig
- Josep Maria Brugues: Jordi
- Ramon Marí: Dean
- Sergi Schaaff: Miquel Gasoliba

## Recepció
La pel·lícula va ser nominada i premiada en diversos festivals:
- GLAAD Mitjana Awards, 1997, Nominada a la millor pel·lícula independent.
- Festival Internacional de Cinema Gai i Lèsbic de San Francisco, 1995, Premi del públic per Marta Balletbò-Coll.
- 40a edició dels Premis Sant Jordi de Cinematografia, 1996, Premi especial per Marta Balletbò-Coll i Ana Simón Cerezo.[6]